# Río Cubia
El río Cubia (en asturiano: Cubia) es un río del centro de la comunidad autónoma española de Asturias, afluente por la izquierda del río Nalón. 

## Hidronimia
Su nombre, coincidente con el de una población del concejo de Grado, proviene según Xosé Lluis García Arias de la voz *CAPUT UPIA «junto al río», siendo CAPUT una preposición latina y UPIA derivado de una voz prerromana con el mismo origen que el latín AQUA («agua»).

## Curso

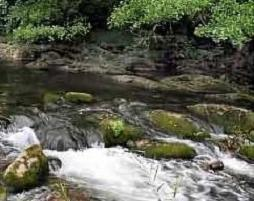
Fotografía del río Cubia a su paso por Grado.

El Cubia nace en la ladera del pico La Berza (1.300 m s. n. m. aproximadamente), en la sierra de Porcabezas, parroquia de Tolinas, en el concejo de Grado, y confluye con el río Nalón cerca de Grado, en la parroquia de Castañedo, tras un recorrido de unos 30,6 km. 
Atraviesa las pobaciones de Tolinas, Las Villas (Las Villas y Noceda), Villamarín, Santianes (Bárzana, Momalo, San Miguel y Tejedo),Cubia, Pereda (El Caliente, Agüera y Villanueva), La Mata (Llantrales), Grado y Castañedo.
Sus afluentes principales son los ríos Vega y Menéndez.